# Barrage d'Ouglitch
Le barrage d'Ouglitch est un barrage sur la Volga en Russie. Sa construction commença en 1935 et se termina en 1940. Il est associé à une centrale hydroélectrique d'une capacité de 120 MW. Il a créé le réservoir d'Ouglitch.